# The Car (àlbum)
The Car és el setè àlbum d'estudi del grup anglès d'indie rock Arctic Monkeys, publicat el 21 d'octubre de 2022 mitjançant Domino Records. És el primer material original de la banda desde el seu àlbum de 2018 Tranquility Base Hotel & Casino, caracteritzat per un estil experimental basat en el piano i no pas la guitarra, tal com ho havien estat els seus discs anteriors. The Car és una continuació d'aquest estil, tot i que també presenta un so nou, i està influenciat per diversos genères musicals com el jazz, el funk o el lounge. A més, està fortament inspirat en el cinema, la seva estètica i les seves bandes sonores, en gran part degut a l'afició per les pel·lícules del cantant i compositor principal del grup, Alex Turner.
La data de llançament del disc, juntament amb la seva portada i llista de cançons, va ser anunciada el 24 d'agost de 2022, després de mesos d'especulacions. El 30 d'agost, el senzill principal «There'd Better Be a Mirrorball» va ser publicat, seguit per «Body Paint» el 29 de septembre i «I Ain't Quite Where I Think I Am» el 18 d'octubre, tots tres amb els seus corresponents vídeos musicals. Aquesta última cançó havia estat la primera de l'àlbum en conèixer-se, amb el grup debutant-la en un concert de Zúric el 23 d'agost.

## Estil

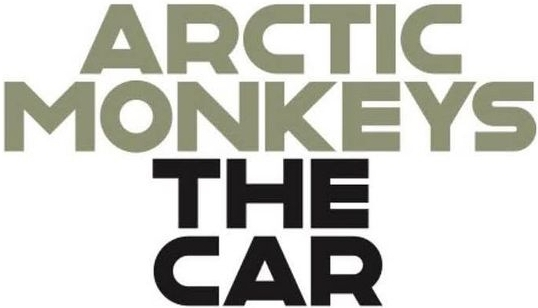
Logotip utilitzat per Arctic Monkeys desde l'anunciament de The Car.

The Car es pot classificar dins de diversos gèneres musicals com pop barroc, rock orquestral, glam rock, lounge i indie. A més, conté elements de jazz, funk, música electrònica, música experimental i pop tradicional. Està altament influenciat per l'estètica cinemàtogràfica i la seva música, degut sobretot a l'afició d'Alex Turner per les pel·lícules. Diverses publicacions han notat també la influència d'artistes com David Bowie o The Beatles. Totes les cançons de l'àlbum contenen arranjaments de cordes, a diferència de la gran majoria de les anteriors cançons del grup.

## Antecedents i procés de gravació
A abril i maig del 2019, Arctic Monkeys van començar a intentar crear un nou àlbum, grabant algunes demos a finals d'aquell any, però van ser totes descartades excepte una versió de «Hello You». Ja al 2020, Turner va retornar al seu estudi de Los Angeles, Lunar Surface, on havia treballat en Tranquility Base Hotel & Casino, i va escriure i fer algunes gravacions caseres de cançons per The Car.
Entre el cinquè i el sisè àlbum d'Arctic Monkeys va haver una pausa de cinc anys, i el grup no tenia intenció que hi hagués un lapse tan gran entre aquest últim i el que esdevindria The Car, però la pandèmia de COVID-19 i el seu conseqüent confinament al 2020 els va dificultar grabar un nou disc. És per això que la banda no es va poder tornar a reunir per treballar junts en l'àlbum fins a l'estiu de 2021, quan van escollir un antic monestir de la costa de Suffolk com a l'estudi que utilizarien per grabar-lo i el lloc on viurien durant el procés.
Els instruments de corda presents durant tot l'àlbum van ser enregistrats als RAK Studios de Londres i arranjants per Turner i la compositora Bridget Samuels.

## Promoció
The Car va ser anunciat, juntament amb la seva portada i llista de cançons, el 24 d'agost de 2022 mitjançant l'Instagram oficial d'Arctic Monkeys, després de mesos d'especulacions sobre el seu llançament i estil. El dia anterior, 23 d'agost, el grup va tocar en un concert de Zuric el tema «I Ain't Quite Where I Think I Am», sent aquesta la primera cançó de l'àlbum en conèixer-se. El 30 d'agost, el senzill principal i la primera cançó del disc, «There'd Better Be a Mirrorball» va ser publicat, seguit per «Body Paint» el 29 de septembre i «I Ain't Quite Where I Think I Am» el 18 d'octubre, Tots tres temes van comptar amb els seus corresponents vídeos musicals. El 6 de març del 2023 va publicar-se el vídeo musical de «Sculptures of Anything Goes», la tercera cançó de The Car, però el tema no es llançar com a senzill.
El 23 d'octubre de 2022, el grup va publicar a YouTube la pel·lícula concert de 45 minuts Live at Kings Theatre, gravada durant la seva actuació al Kings Theatre de Brooklyn, Nova York.

### Gira
Les primeres dates de la gira de The Car van ser anunciades al novembre de 2021, i es van anar anunciant de noves durant el 2022. El primer concert de la gira va tenir lloc a Istanbul, Turquia, i durant les setmanes següents el grup va continuar amb el tour per Europa. Al novembre van passar per Llatinoamèrica. Al gener de 2023 van realitzar un tour per Austràlia, i durant abril i maig i de nou al juliol faran més tours per Europa. Durant maig i juny, passaran pel Regne Unit i Irlanda, i de finals d'agost a finals de septembre per Amèrica del Nord.

## Recepció

### Crítica
The Car va ser rebut amb elogis per part de la crítica musical. A Metacritic compta una puntuació mitja de 82, indicant "aclamació universal". Les publicacions NME, Mojo i i el van puntuar amb 5 estrelles de 5, amb la darrera anomenant-lo "seriós, lent i enlluernadorament glamurós". The Quietus li va atorgar un 90 de 100, assegurant que el disc "es classificarà en última instància al nivell més alt de la banda".
Les lletres de l'àlbum van ser classificades per Paste com "en gran part críptiques", i la revista Clash, en una ressenya mixta de 6/10, va opinar que "oscil·len entre exasperantment opaques" i "atacs d'odi que trenquen la quarta paret". Pitchfork digué que "la música de The Car coincideix amb la incertesa de les lletres".
Sobre la natura cinematogràfica del disc, DIY va comentar, en la seva ressenya de 4 estrelles sobre 5, que l'àlbum és l'obra del grup "més semblant a una banda sonora fins ara". The Guardian, que va també va considerar el disc un 4 de 5, va sentir que "és impossible no sentir-se immers en aquestes imatges. The Car és un disc enormement tàctil, ple de textures estranyes".

###### Llistes de fi d'any
| Publicació   | Posició | Llista                                          |
| ------------ | ------- | ----------------------------------------------- |
| Billboard    | 23      | Els 50 millors àlbums del 2022                  |
| The LA Times | 20–10   | Top 20 Àlbums del 2022                          |
| Mojo         | 5       | Els 75 millors àlbums del 2022                  |
| NME          | 1       | Els 50 millors àlbums del 2022                  |
| Pitchfork    | 20      | La Millor Música del 2022: Enquesta als lectors |
| Vogue        | -       | Top 20 Àlbums del 2022                          |

### Comercial
The Car va ser el primer àlbum dels Arctic Monkeys que no va arribar al número 1 de la UK Albums Chart, posició ocupada per Midnights de Taylor Swift. Va ocupar, doncs, el número 2 al Regne Unit, on va vendre 119.016 unitats en la seva primera setmana, i a Austràlia, Bèlgica, els Països Baixos, França, Irlanda, Lituània, Nova Zelanda i Escòcia. Va arribar al top 5 en diversos territoris, entre ells Espanya, Finlàndia, Alemanya i Suècia. Als Estats Units, Noruega i Itàlia, entre d'altres, va arribar al top 10.

## Llista de cançons
Totes les cançons foren escrites i compostes per Alex Turner, excepte «Sculptures of Anything Goes», escrita per Turner i Jamie Cook, i «Jet Skis on the Moat» i «Mr Schwartz», escrites per Turner i Tom Rowley. 
| 1.            | «There'd Better Be a Mirrorball»   | 4:25  |
| 2.            | «I Ain't Quite Where I Think I Am» | 3:11  |
| 3.            | «Sculptures of Anything Goes»      | 3:59  |
| 4.            | «Jet Skis on the Moat»             | 3:17  |
| 5.            | «Body Paint»                       | 4:50  |
| 6.            | «The Car»                          | 3:18  |
| 7.            | «Big Ideas»                        | 3:57  |
| 8.            | «Hello You»                        | 4:04  |
| 9.            | «Mr Schwartz»                      | 3:30  |
| 10.           | «Perfect Sense»                    | 2:47  |
| Durada total: | Durada total:                      | 37:18 |

## Personal

### Arctic Monkeys
- Alex Turner: veu, guitarres, sintetitzadors, piano, teclats, bateria, arranjaments de corda
- Jamie Cook: guitarres, teclats, guitarra slide, orgue
- Nick O'Malley: baix, cors
- Matt Helders: bateria, cors, teclats

### Personal addicional
- Tom Rowleyː guitarres

- Tyler Parkford: cors

- Loren Humphrey: enginyeria

- James Ford: producció, arranjaments de corda

- Bridget Samuels: arranjaments de corda